# Pleurobema decisum
Pleurobema decisum är en musselart som först beskrevs av I. Lea 1831.  Pleurobema decisum ingår i släktet Pleurobema och familjen målarmusslor. IUCN kategoriserar arten globalt som starkt hotad. Inga underarter finns listade i Catalogue of Life.